# (6599) Tsuko
(6599) Tsuko (1988 PV) – planetoida z pasa głównego asteroid okrążająca Słońce w ciągu 3 lat i 152 dni w średniej odległości 2,27 j.a. Została odkryta 8 sierpnia 1988 roku.